# محمد بن علي بن دحيم
أبو جعفر محمد بن علي بن دحيم الشيباني الكوفي محدث الكوفة، وأحد رواة الحديث النبوي.
سمع من: إبراهيم بن عبد الله العبسي القصار، وإبراهيم بن أبي العنبس القاضي، وأبي عمرو أحمد بن غرزة الغفاري، وجماعة. حدث عنه: الحاكم، وأبو بكر بن مردويه، والقاضي أبو بكر الحيري، ومحمد بن علي بن خشيش التميمي، وأبو منصور الظفر بن محمد العلوي، وزيد بن أبي هاشم العلوي، والقاضي جناح بن نذير المحاربي، وعدة.
وحديثه يقع في تصانيف البيهقي، وفي الثقفيات وكان أحد الثقات. قال ابن حماد الكوفي: «كان صالحا، صدوقا قليل المعرفة، وسماعه في كتب أبيه».

## وفاه
عاشابن دحين إلى سنة 351 هـ ، وما وُجد تاريخ وفاه له بعد هذا التاريخ، إلا ما وجد عن ابن حماد الكوفي الذي ورخ سنة اثنتين وخمسين، أنه حدث في آخرها.